# Honka Espoo Playboys
Maillots
Le Tapiolan Honka est un club finlandais de basket-ball. Le club est basé dans la ville de Espoo. L'équipe a porté le nom de Tapion Honka de 1957 à 1975 puis Espoon Honka jusqu'à la dissolution du club en 2011 et sa refondation sous son nom actuel.

## Noms successifs
- Depuis 2000 : Honka Espoo Playboys
- Avant 2000 : Tapiolan Honka Espoo

## Palmarès
- Champion de Finlande : 1974, 1976, 2001, 2002, 2003, 2007, 2008
- Vainqueur de la Coupe de Finlande : 1973, 1974, 1975, 2001, 2009

## Entraîneurs successifs
- 1970-1974 :  Seppo Kuusela
- ? :  Kari Liimo
- 1985 :  Seppo Kuusela
- 1991-1992 :  Seppo Kuusela
- 1996-1999 :  Gordon Herbert
- 2000-2009 :  Mihailo Pavićević
- 2009-2010 :  Gordon Herbert
- 2014-2015 :  Tuomas Iisalo
- 2017- :  Kimmo Kujansivu

## Joueurs célèbres ou marquants
- Petteri Koponen
- Kimmo Muurinen